# Лагерстрёмия полуребристая
Лагерстрёмия полуребристая (лат. Lagerstroemia subcostata) — вид деревянистых растений рода Лагерстрёмия (Lagerstroemia) семейства Дербенниковые (Lythraceae).

## Ботаническое описание
Листопадное дерево, до 14 м высотой. Ствол ребристый, фактурный, разветвлённый, отклоняющийся. Кора тонкая, гладкая, белая, на верхней поверхности ствола — розовато-золотистого цвета. С возрастом пробковый слой коры темнеет и сбрасывается крупными свитками, обнажая новую кору. Растущие побеги четырёхгранные, затем округлые, войлочно-опушённые. Листорасположение очередное, часто сближенное до супротивного. Листья простые, от продолговато-обратнояйцевидных до эллиптических, на верхушке заострённые, у основания широко-клиновидные, по краям цельные, волнистые, 4—9 см длины и 2—5 см ширины, тёмно-зелёные, блестящие, с желтоватой жилкой, короткочерешковые.
Цветки обоеполые, среднего размера (2—3 см), правильные, с 6 лепестками. Лепестки несоприкасающиеся, белые, гофрированные, широкояйцевидные, с тонким вытянутым розоватым основанием. Тычинки многочисленные (15—30), торчащие. Соцветия — верхушечные или пазушные ажурные метёлки длиной 7—25 см. Плод — овальная коробочка 6—9 мм, растрескивающаяся на 6 частей. Семена мелкие, около 1 мм, с крылатой верхушкой до 4 мм длиной.

## Распространение и экология
Естественно произрастает на лесных полянах, речных долинах дождевых лесов нижнего и среднегорного пояса центрального Китая, острова Тайвань, острова Кюсю в Японии, на Филиппинах.